# Championnats du monde de cyclisme sur route 2026
Navigation
2025 2027
Les championnats du monde de cyclisme sur route 2026, quatre-vingt-treizième édition des championnats du monde de cyclisme sur route, auront lieu du 20 au 27 septembre 2026 à Montréal (Québec) au Canada.
En septembre 2022, l'Union cycliste internationale (UCI) attribue la 93e édition de ses championnats du monde au Canada, 23 ans après Hamilton (Ontario) qui avait accueilli la 77e édition du 7 au 12 octobre 2003.
Il s'agira de la troisième édition des championnats du monde de cyclisme sur route organisée au Canada après Montréal en 1974 et Hamilton en 2003.